# Confiserie
Cet article concerne le produit sucré. Pour la technique de confiserie (au sens large), voir Confiserie (technique).
Pour les articles homonymes, voir Sucrerie.

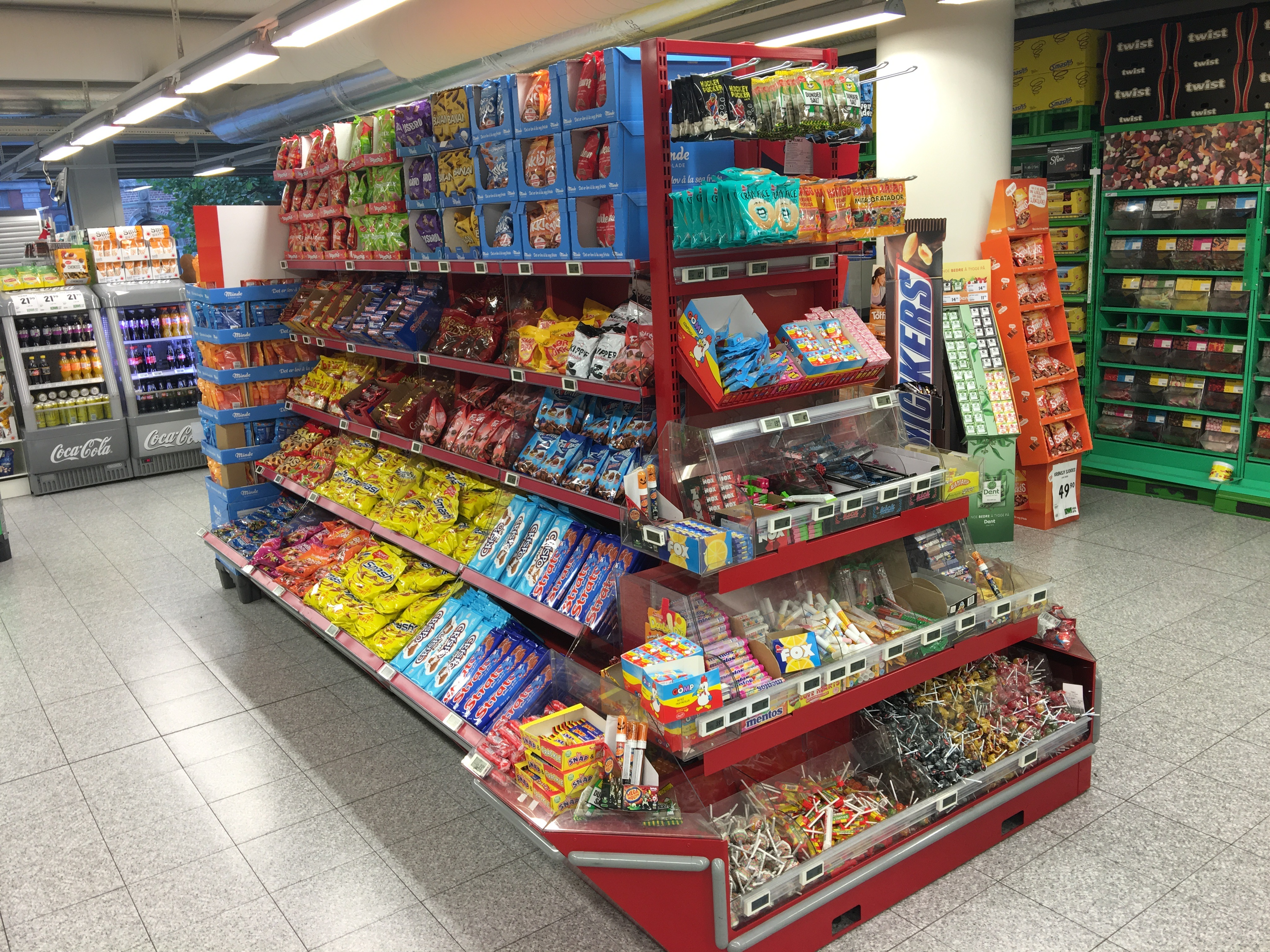
Le rayon confiserie d’un magasin à Bergen (Norvège), en 2017.

Une confiserie (aussi appelée sucrerie) est un produit à base de sucre qui est vendu dans un magasin du même nom et fabriqué par un confiseur.
Il existe une très grande variété de confiseries, comme les fruits confits, la barbe à papa, le sucre d'orge, les anis de Flavigny ou encore les loukoums.

## Origines
Les Perses semblent avoir été les premiers à mettre au point, au Ve siècle, la fabrication de sucre solide en pain.
L'Antiquité ne connaissait la saveur sucrée qu'à travers les ingrédients de base de l'alimentation : le miel principalement. Ce dernier se prêtait à de nombreux usages culinaires et servait, notamment, à confire divers fruits pour en assurer la conservation. La gourmandise n'était cependant pas absente de cette pratique qui préfigure les friandises dont le Moyen Âge fut grand amateur.
L'utilisation du sucre dans le domaine des friandises se fit très lentement. Denrée de luxe, il ne parvint, en raison de son prix, à remplacer totalement le miel qu'à la Renaissance. Mais à partir de cette période, les découvertes de la confiseries allaient être indissociables de son évolution.
Les Arabes furent sans conteste les premiers à mettre au point des recettes de friandises à fin gustative, uniquement à base de sucre (ce qui les différencie des autres desserts). Un livre de cuisine, originaire de Bagdad et daté de 1226, révèle que leurs recettes, déjà nombreuses, attestent un grand savoir-faire et constitue une première ébauche de l'art du confiseur.
Longtemps, la confiserie fut liée à la médecine et à l'apothicairerie. Hippocrate, puis Dioscoride et Galien sur ses traces, préconisèrent des médicaments à partir de produits divers, et on retrouve la trace de recette de sucreries dans des « antidotaires », ainsi que dans des textes datés du haut Moyen Âge, des pâtes de fruits ou des sortes de nougats par exemple.

## La confiserie aujourd'hui
Le commerce propose aux gourmands de tout âge des confiseries industrielles ou artisanales. Certaines fêtes telles Pâques, Halloween ou Noël, incitent à la consommation de sucreries.[réf. nécessaire]

## Ingrédients
Une confiserie contient en majorité du sucre auquel peut être ajouté de la graisse, des arômes ou des colorants.[réf. nécessaire]

## Exemples de confiseries

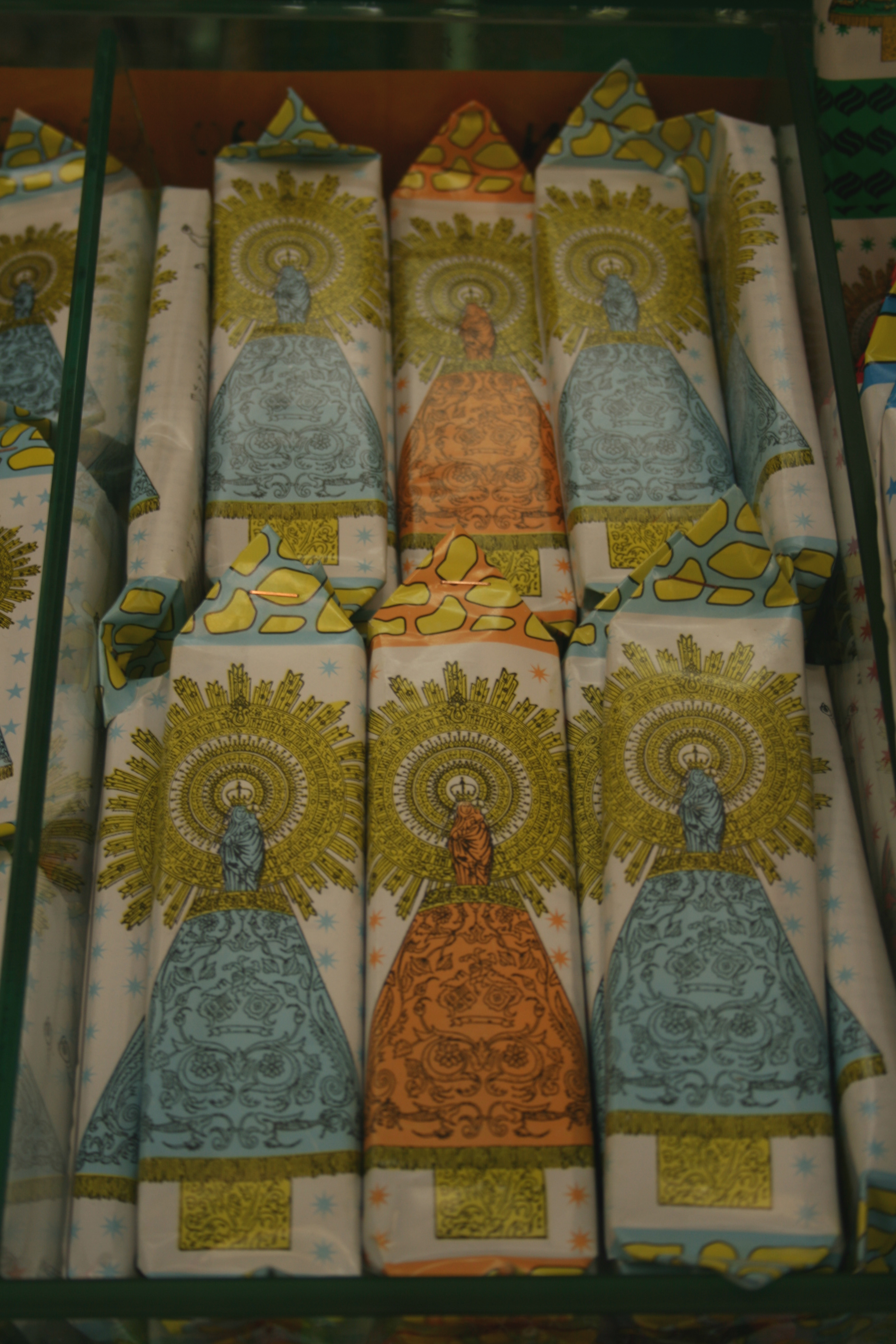
L'adoquín del Pilar, une confiserie espagnole.

- Anis de Flavigny
- Barbe à papa
- Bergamote de Nancy
- Berlingot de Carpentras
- Berlingot nantais
- Bonbon
- Boule de gomme
- Calisson
- Caramel
- Chewing-gum
- Dragée
- Fruit confit
- Fruits confits d'Apt
- Grisettes de Montpellier
- Guimauve
- Loukoum
- Marron glacé
- Nougat de Montélimar
- Nougat de Sault
- Nougat
- Oiri
- Papaline d'Avignon
- Pastille
- Pâte de fruits
- Pâte d'amandes
- Praline
- Réglisse
- Sucette
- Sucre d'orge
- Toffee, toffee au lait
- Touron d'Espagne
- Wagotine